# 沙巴联合阵线
沙巴联合阵线（简称沙联阵）是马来西亚沙巴的一个政党联盟，于2016年至2018年期间存在。

## 历史
沙联阵最初是沙巴进步党于2016年退出国阵后，与沙巴立新党联合成立。沙联阵先后有五个沙巴本土政党加盟，包括团结沙巴人民党、沙巴人民希望党及爱沙巴党。

2017年，爱沙巴党因理念不合而退出。
2018年大选时，沙联阵竞选几乎所有国会议席与州席，但只有立新党取得1国2州席，其它的都全军覆没，且大多失去按柜金。
大选后，沙民望党即退出阵线，并在2019年解散。同时，由于国阵在2018年败选倒台，国阵里的沙巴本土政党也退出国阵，而立新党与沙进步党也加入了他们新成立的沙巴团结联盟，并在2020年沙巴州选举正式注册成立沙巴人民联盟。而团结沙巴人民党则以独立党派参与选举。